# 莱内兰纳
莱内兰纳是爱沙尼亚派爾努縣的一个乡村型市镇。行政中心为利胡拉。市镇面积为1,363平方公里，2021年时人口数量为5,236人。

## 行政管理
2017年爱沙尼亚行政改革后，原孔加市镇、瓦爾布拉市镇及原属莱内县的哈尼拉市镇和利胡拉市镇合并成新的莱内兰纳市镇。
新的市镇包括个一个城镇、一个小镇和150个村庄。